# Johan af Lancaster, hertug af Bedford
Johan af Lancaster, 1. hertug af Bedford, KG (født 20. juni 1389, død 14. september 1435 i Rouen) var den tredje overlevede søn af Henrik 4. af England og Mary de Bohun. Han var bror til Henrik 5. af England, og han var regent af Frankrig for sin brorsøn, Henrik 6. af England.

## Familie
Lancaster var gift to gange. Først med Anne of Burgund, der var datter af Johan den Uforfærdede, hertug af Burgund, og senere med Jacquetta af Luxemburg, der var datter af Peter 1. af Luxemburg, greve af Saint-Pol og Brienne.
Johan af Lancaster fik ingen børn i sine ægteskaber, men Jacquetta fik mindst 12 børn i sit andet ægteskab. Derimod havde John af Lancaster børn uden for ægteskab.